# 1860 w literaturze
Wydarzenia literackie w 1860 roku.

## Nowe książki
- zagraniczne
  - Marmurowy faun (The Marble Faun) – Nathaniel Hawthorne
  - Młyn nad Flossą (The Mill on the Floss) – George Eliot
  - The Conduct of Life – Ralph Waldo Emerson
  - Modern Painters IV – John Ruskin

## Urodzili się
- 29 stycznia – Anton Czechow, rosyjski dramatopisarz i prozaik (zm. 1904)
- 16 marca – Paul Barsch, niemiecki poeta, eseista i pisarz (zm. 1931)
- 3 kwietnia – Frederik van Eeden, holenderski psychiatra, pisarz i tłumacz (zm. 1932)
- 9 maja – J.M. Barrie, szkocki dramaturg i powieściopisarz, twórca Piotrusia Pana (zm. 1937)
- 28 maja – Sigrid Elmblad, szwedzka pisarka i tłumaczka (zm. 1926)
- 3 lipca – Charlotte Perkins Gilman, amerykańska pisarka, sufrażystka (zm. 1935)
- 7 lipca – Abraham Cahan, amerykański dziennikarz, publicysta i pisarz pochodzenia żydowskiego (zm. 1951)
- 14 lipca – Owen Wister, amerykański pisarz (zm. 1938)
- 17 lipca – Clara Viebig, niemiecka pisarka, przedstawicielka prozy realistycznej (zm. 1952)
- 14 sierpnia – Ernest Thompson Seton, amerykański rysownik i pisarz (zm. 1946)
- 18 sierpnia – Krystyna Roy, słowacka pisarka i poetka (zm. 1936)
- 22 sierpnia – Gustaf Fröding, szwedzki poeta (zm. 1911)
- 13 września – Ralph Connor, kanadyjski powieściopisarz (zm. 1936)
- 14 września – Hamlin Garland, amerykański pisarz (zm. 1940)
- 18 października – Casimiro de Abreu, brazylijski poeta, pisarz, nowelista i dramaturg okresu romantyzmu (ur. 1839)
- 26 października – Will Allen Dromgoole, amerykańska prozaiczka i poetka (zm. 1934)
- 12 listopada – Ola Hansson, szwedzki poeta, pisarz i krytyk literacki (zm. 1925)
- 12 grudnia – Jan Kasprowicz, polski dramaturg i poeta (zm. 1926)
- 23 grudnia – Harriet Monroe, amerykańska poetka (zm. 1936)

## Zmarli
- 12 lutego – Izaak Ber Lewinson, żydowski pisarz, działacz haskali (ur. 1788)
- 27 listopada – Ludwig Rellstab, niemiecki poeta, prozaik, krytyk muzyczny i librecista (ur. 1799)